# José María Rubio
San José María Rubio y Peralta S.J. (Dalías, Almería, 22 de julio de 1864-Aranjuez, Madrid, 2 de mayo de 1929) es un santo español de la Compañía de Jesús (jesuitas), canonizado por Juan Pablo II y calificado como el «Apóstol de Madrid» por el arzobispo de Madrid, Leopoldo Eijo y Garay.

## Infancia y adolescencia
Hijo de agricultores y el mayor de trece hermanos, de los que sobrevivieron seis, fruto del matrimonio entre Francisco Rubio Maldonado y Mercedes Peralta Góngora, vivió una infancia de tradicional marco religioso en el pueblo almeriense de Dalías, hasta que, con once años, se trasladó a la capital para estudiar Bachillerato.
Un año más tarde, su tío José M.ª Rubio Cuenca (canónigo de la catedral de Almería), viendo su vocación sacerdotal, le propuso el ingresó en el Seminario Diocesano de Almería, donde estudió Humanidades, Filosofía y Teología desde 1876 hasta 1879 que se trasladó al seminario San Cecilio de Granada, continuando allí sus estudios de Filosofía, cuatro años de Teología y dos de Derecho Canónico (1879-1886). Es en Granada donde le apadrina y protege su profesor y canónigo Joaquín Torres Asensio, a quien no abandonará mientras viva. Por traslado de su mentor a la capital de España, terminó sus estudios de licenciatura en el Seminario diocesano de la Inmaculada y de San Dámaso de Madrid (1886-1887), donde es ordenado sacerdote.

## Sacerdocio en los suburbios
Ordenado sacerdote, celebra su primera misa el 12 de octubre de 1887 en el altar de la conversión de san Luis Gonzaga de la entonces catedral de San Isidro de Madrid, diócesis en la que trabajó tres años, como coadjutor en Chinchón (1887-1889) y párroco en Estremera (1889-1890). En ambos pueblos se destacó por su extrema austeridad, su catequesis de niños y servicio a los más pobres.
Capellán luego de las religiosas Bernardas en la iglesia del Sacramento de Madrid, entonces parroquia de la Almudena, comenzó a señalarse por su actividad en los suburbios de la capital con los traperos y las «modistillas». Enseñó además literatura latina, metafísica y teología pastoral (1890-1894) en el seminario de Madrid y actuó como notario y encargado del registro de la vicaría de esta diócesis. Un viaje como peregrino a Tierra Santa y Roma (1904) le deja huella indeleble. En este periodo se definía a sí mismo como «jesuita de afición», ya que desde sus tiempos de estudiante de teología en Granada había deseado pertenecer a esta Orden, hasta el punto de llegar a ser confundido como tal entre los espectadores anticlericales que organizan el famoso tumulto tras la representación teatral de la Electra de Galdós.

## Últimos años
Fallecido su protector Torres Asensio, logra realizar su viejo deseo de ingresar en la Compañía de Jesús en Granada, donde, tras el noviciado (1909), repasó un año teología y tuvo una experiencia pastoral en Sevilla (coincidiendo en la residencia con los también jesuitas Francisco de Paula Tarín y Tiburcio Arnaiz, ambos con fama de santidad). Terminada la tercera probación (1910-1911) en Manresa (Barcelona), fue destinado a Madrid, en cuya casa profesa de la calle de la Flor Baja residió el resto de su vida.
Hombre de carácter retraído y sencillo, de gran caridad e incansable entrega al trabajo, sobresalió como predicador (aunque no por sus dotes oratorias) y como confesor asiduo, que provocaba largas colas de fieles, quienes buscaban en él además acompañamiento y ayuda espiritual. Pese a carecer de brillantes cualidades humanas, que contrastaban con sus compañeros de casa los académicos de la Historia y la Lengua, padres Fita y Coloma, su eficacia y fama creció en poco tiempo en toda la ciudad. Se señaló por su amor a los pobres, a los que se adelantaba a socorrer. Desarrolló su obra evangelizadora en pueblos y suburbios, retomó la obra de las «Marías de los Sagrarios» iniciada por don Manuel González García, fundó y organizó varias asociaciones, como la «Guardia de Honor del Sagrado Corazón» y las escuelas sociales del barrio de la Ventilla, ayudado por los jóvenes maestros Juan y Demetrio de Andrés, conocidos como los «mártires de la Ventilla», que morirán asesinados durante la Guerra Civil de 1936, los cuales tienen una calle en Madrid denominada "calle de los Mártires de la Ventilla".
Murió en Aranjuez, Madrid, el 2 de mayo de 1929, sentado en una butaca de pino, después de haber ordenado quemar sus apuntes espirituales. Tras su muerte, el arzobispo de Madrid, Leopoldo Eijo y Garay, lo calificó de «apóstol de Madrid» y escribió una pastoral proponiéndolo como modelo al clero de su diócesis.

## Canonización

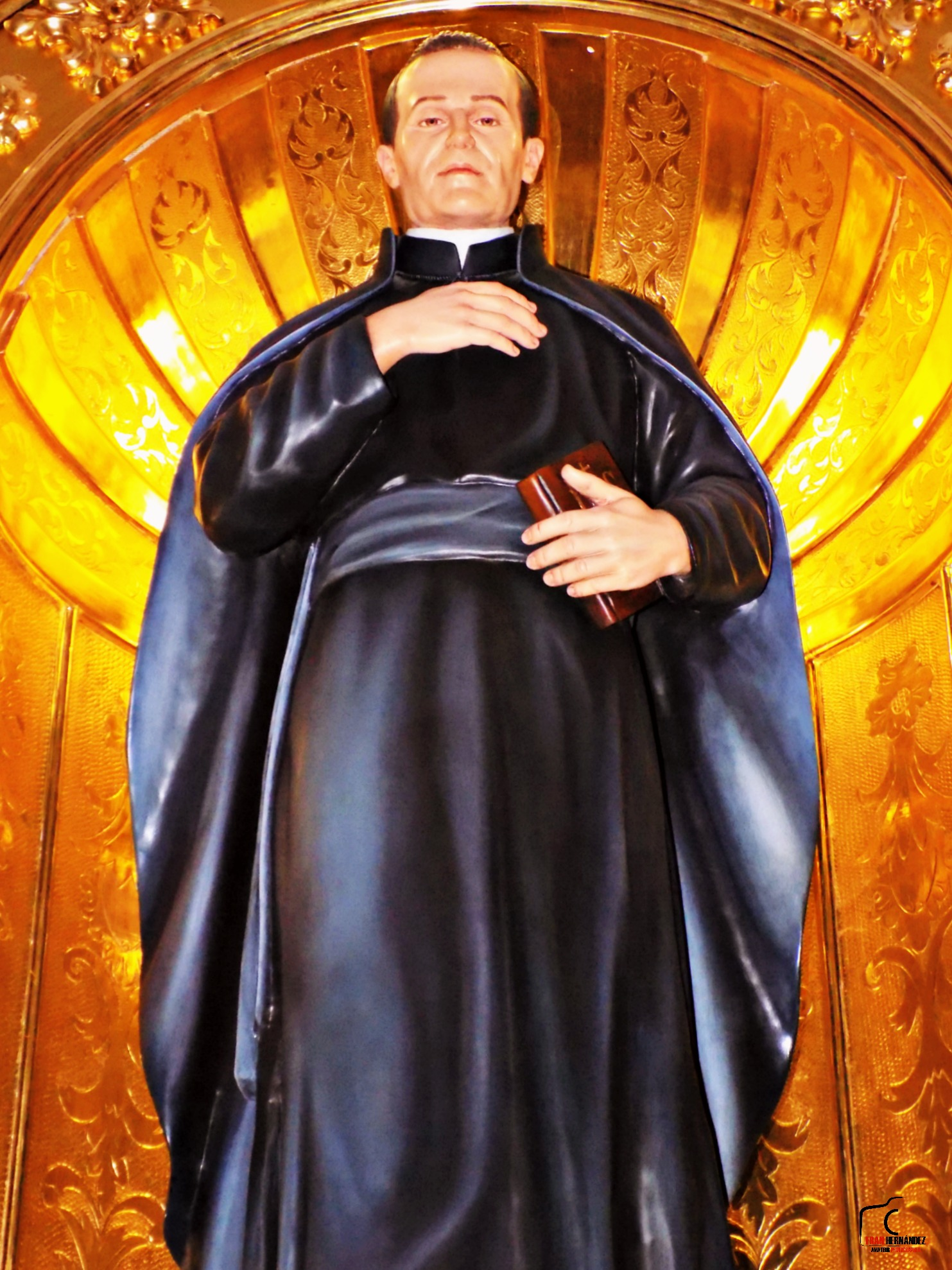
Imagen de San José María Rubio venerada en la parroquia de Santa María de Ambrox en el pueblo natal del Santo Dalías (Almería).

En vida se le atribuyeron hechos prodigiosos, como bilocaciones, curaciones, profecías y videncia; algunos, tal vez, legendarios, pero otros ratificados por numerosos testigos. Sin embargo, lo que domina en su recuerdo es el testimonio de su ejemplo y su palabra junto al mensaje de que la santidad está al alcance de todos por el sencillo camino de entrega a la voluntad de Dios. Su máxima preferida era: 

Hacer lo que Dios quiere y querer lo que Dios hace.

 Beatificado por Juan Pablo II en Roma (6 de octubre de 1985) y canonizado en Madrid por el mismo pontífice (4 de mayo de 2003), sus restos son venerados en la iglesia de San Francisco de Borja y del Sagrado Corazón de la Compañía de Jesús en Madrid. El hecho extraordinario, considerado como milagro por la Congregación para la Causa de los Santos en orden a su canonización, fue la curación de un cáncer de pulmón del jesuita madrileño José Luis Gómez Muntán (1988).